# پل نیکسون (دوچرخه‌سوار)
پل نیکسون (انگلیسی: Paul Nixon; ۲۳ آوریل ۱۹۱۴ – ۱۸ ژانویهٔ ۲۰۰۸) دوچرخه‌سوار اهل ایالات متحده آمریکا بود. وی در بازی‌های المپیک تابستانی ۱۹۳۶ شرکت کرده است.